# جوني غوزمان
جوني غوزمان (بالإنجليزية: Johnny Guzman)‏ هو لاعب كرة قاعدة دومينيكاوي، ولد في 21 يناير 1971 في Hatillo Palma ‏ في جمهورية الدومينيكان.

## وصلات خارجية
- جوني غوزمان على موقعبيزبول رفرنس.كوم (الدوري الرئيسي) (الإنجليزية)
- جوني غوزمان على موقعبيزبول رفرنس.كوم (الدوري الثانوي) (الإنجليزية)